# Odontosciara dolichopoda
Odontosciara dolichopoda är en tvåvingeart som beskrevs av Yang, Zhang och Yang 1993. Odontosciara dolichopoda ingår i släktet Odontosciara och familjen sorgmyggor.
Artens utbredningsområde är Guizhou (Kina). Inga underarter finns listade i Catalogue of Life.